# III liga
De III liga (uitspraak: [tʂɛˈt͡ɕa ˈlʲiga], ong. trsjetsja liega ["g" als in goal]) (derde liga) is na de Ekstraklasa, de I liga en de II liga de vierde voetbalcompetitie in Polen. Deze liga bestaat uit 4 poules met ieder 18 clubs.
Tot het seizoen 2008/2009 werd de tegenwoordige 'III liga' de 'IV liga' genoemd. Nu is dat de competitie die onder de derde liga ligt. Tot en met seizoen 2015/16 was de competitie bestaande uit 8 poules. Iedere poule bevatte clubs uit 2 regio's. Voorafgaand aan seizoen 2016/17 werd overgegaan op 4 poules. Elke poule bevat vier regio's. 

## Indeling groepen (2008-2016)
Elke competitie bevat clubs uit twee regio's, namelijk twee woiwodschappen.
De indeling van woiwodschappen is als volgt:
Groep łódzko-mazowiecka
- Łódź (Województwo łódzkie) en Mazovië (Województwo mazowieckie)

Groep podlasko-warmińsko-mazurska
- Podlachië (Województwo podlaskie) en Ermland-Mazurië (Województwo warmińsko-mazurskie)

Groep kujawsko-pomorsko-wielkopolska
- Koejavië-Pommeren (Województwo kujawsko-pomorskie) en Groot-Polen (Województwo wielkopolskie)

Groep pomorsko-zachodniopomorska
- Pommeren (Województwo pomorskie) en West-Pommeren (Województwo zachodniopomorskie)

Groep dolnośląsko-lubuska
- Neder-Silezië (Województwo dolnośląskie) en Lubusz (Województwo lubuskie)

Groep opolsko-śląska
- Opole (Województwo opolskie) en Silezië (Województwo śląskie)

Groep lubelsko-podkarpacka
- Lublin (Województwo lubelskie) en Subkarpaten (Województwo podkarpackie)

Groep małopolsko-świętokrzyska
- Klein-Polen (Województwo małopolskie) en Święty Krzyż (Województwo świętokrzyskie)

## Indeling groepen (2016-heden)
- Groep 1: Łódź, Mazovië, Podlachië en Ermland-Mazurië
- Groep 2: Koejavië-Pommeren, Groot-Polen, Pommeren en West-Pommeren
- Groep 3: Neder-Silezië, Lubusz, Opole en Silezië
- Groep 4: Lublin, Subkarpaten, Klein-Polen en Święty Krzyż

Ekstraklasa ·
I liga ·
II liga ·
III liga ·
Puchar Polski ·
Puchar Ekstraklasy ·
Poolse supercup ·
PZPN ·
Nationaal voetbalelftal